# 叢枝骨螺
叢枝骨螺（学名：Typhis ramosus）为骨螺科管骨螺屬下的一个种。